# NGC 6268
NGC 6268 ist die Bezeichnung eines offenen Sternhaufen im Sternbild Skorpion.
NGC 6268 hat eine scheinbare Helligkeit von 9,5 mag und eine Winkelausdehnung von 6×6 Bogenminuten. Das Objekt wurde am 5. Juni 1826 von James Dunlop entdeckt.